# Bataille de Taftanaz
Guerre civile syrienne
Batailles
La bataille de Taftanaz est un évènement de la guerre civile syrienne qui débute le 3 avril 2012 dans le gouvernorat d'Idleb entre des insurgés de l'armée syrienne libre et l'armée syrienne. 

## Déroulement
La ville de Taftanaz (en) avait connu au long de l'année 2011 des manifestations de l'opposition demandant le départ du président Bachar el-Assad
Dès le 3 avril, des combats font une vingtaine de morts à la périphérie de la ville.
Le 5 avril, l'armée prend le contrôle du centre de la ville qui était défendu par 200 insurgés après des combats de deux heures.
D'après des sources proches de l'opposition, les chars ont d'abord bombardé la ville par les 4 côtés, puis des véhicules blindés transportant de l'infanterie sont entrés dans la ville.

## Les pertes
Selon des témoignages de réfugiés et d'activistes auprès de l'agence Reuters, les bombardements à Taftanaz ont fait au moins 120 morts. The Miami Herald évoque pour sa part au moins 82 morts dans les combats et les exécutions, en précisant que la proportion des combattants et des civils parmi les victimes n'était pas claire.